# Монтуар-де-Бретань
Монтуар-де-Бретань (фр. Montoir-de-Bretagne) — коммуна на западе Франции, находится в регионе Пеи-де-ла-Луар, департамент Атлантическая Луара, округ Сен-Назер, кантон Сен-Назер-2. Пригород Сен-Назера, примыкает к нему с востока, на правом берегу реки Луара, недалеко от места ее впадения в Бискайский залив. Через территорию коммуны проходит национальная автомагистраль N171.  В 2 км к югу от центра коммуны находится железнодорожная станция Монтуар-де-Бретань линии Тур–Сен-Назер. Около половины территории коммуны занимает промышленная зона, включающая аэродром Сен-Назер–Монтуар и терминал СПГ.
Население (2017) — 7 088 человек.

## История
В Средние Века Монтуар был резиденцией шатлена. Во время Религиозных войн Монтуар, как и Нант, поддерживал Католическую лигу. 17 августа 1591 года жители Нанта, узнав о том, что войска короля Генриха IV двинулись в сторону Монтуара, посылают им боеприпасы, позволившие выдержать осаду. В 1690 году ураган разрушил местный порт.
В 1970-х и 1980-х годах было проведено расширение порта Сен-Назер, в результате чего на берегу реки на территории коммуны Монтуар-де-Бретань был построен терминал СПГ, способный принимать морские суда, перевозящие сжиженный природный газ, который отсюда поступает во французскую газотранспортную сеть. 

## Экономика
Структура занятости населения:
- сельское хозяйство — 0,4 %
- промышленность — 45,8 %
- строительство — 5,3 %
- торговля, транспорт и сфера услуг — 40,6 %
- государственные и муниципальные службы — 7,9 %

Уровень безработицы (2017 год) — 12,6 % (Франция в целом — 13,4 %, департамент Атлантическая Луара — 11,6 %). 

Среднегодовой доход на 1 человека, евро (2017 год) — 20 350 (Франция в целом — 21 110, департамент Атлантическая Луара — 21 910).

## Демография
Динамика численности населения, чел.

## Администрация
Пост мэра Монтуар-де-Бретань с 2020 года занимает Тьерри Ноге (Thierry Noguet). На муниципальных выборах 2020 года возглавляемый им центристский список победил в 1-м туре, получив 57,06 % голосов.
| Период | Период | Фамилия        | Партия                  | Примечания            |
| ------ | ------ | -------------- | ----------------------- | --------------------- |
| 1977   | 1995   | Юбер Буйер     | Коммунистическая партия | рабочий               |
| 1995   | 2020   | Мишель Лемаитр | Разные левые            | инженер-судостроитель |
| 2020   |        | Тьерри Ноге    | Разные центристы        |                       |

## Города-побратимы
- Аммерсбек, Германия